# Ferrovia Norte-Sul

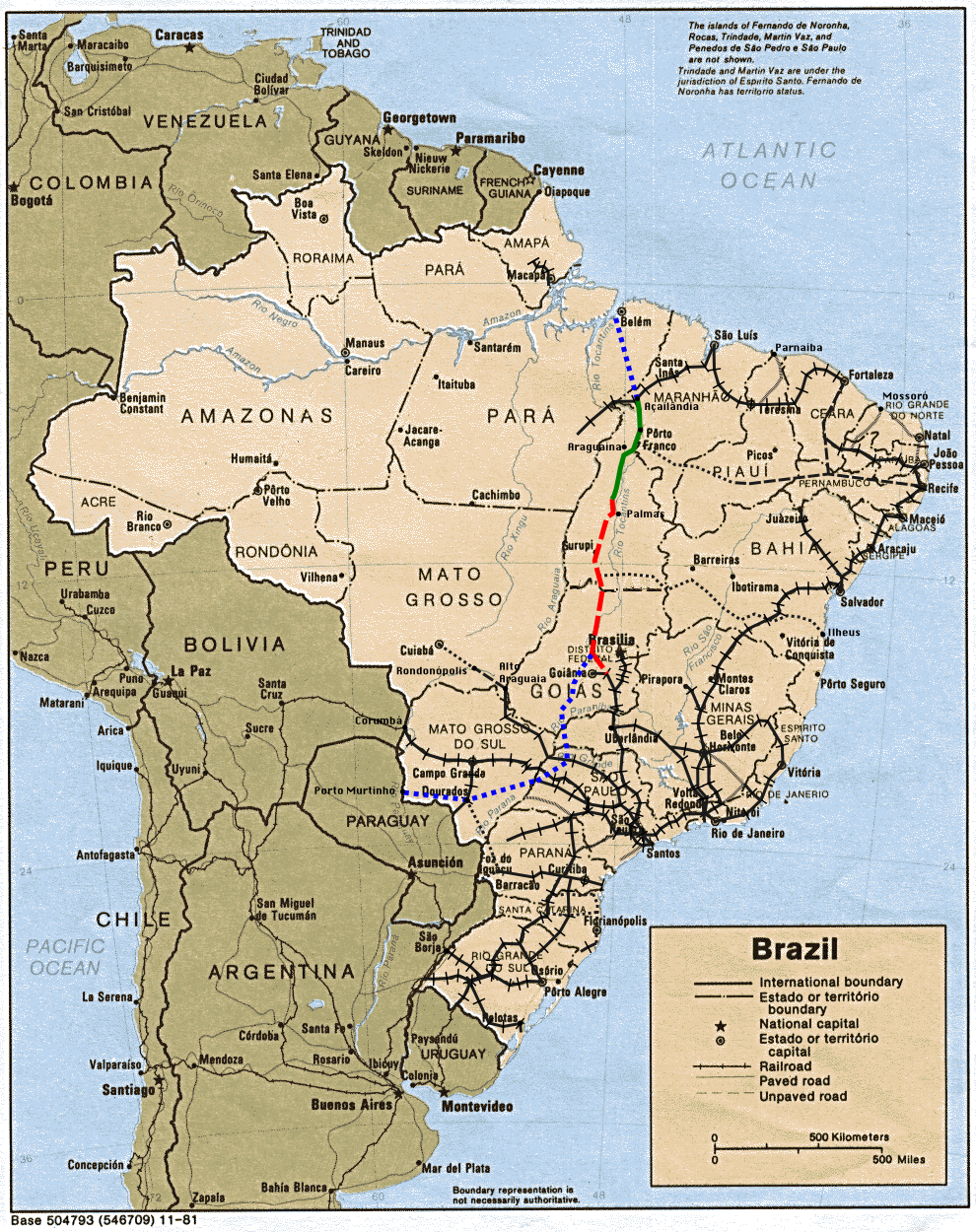
Landkarte mit Streckenverlauf der Ferrovia Norte-Sul. Grün: fertiggestellt; Rot: im Bau; Blau: in Planung

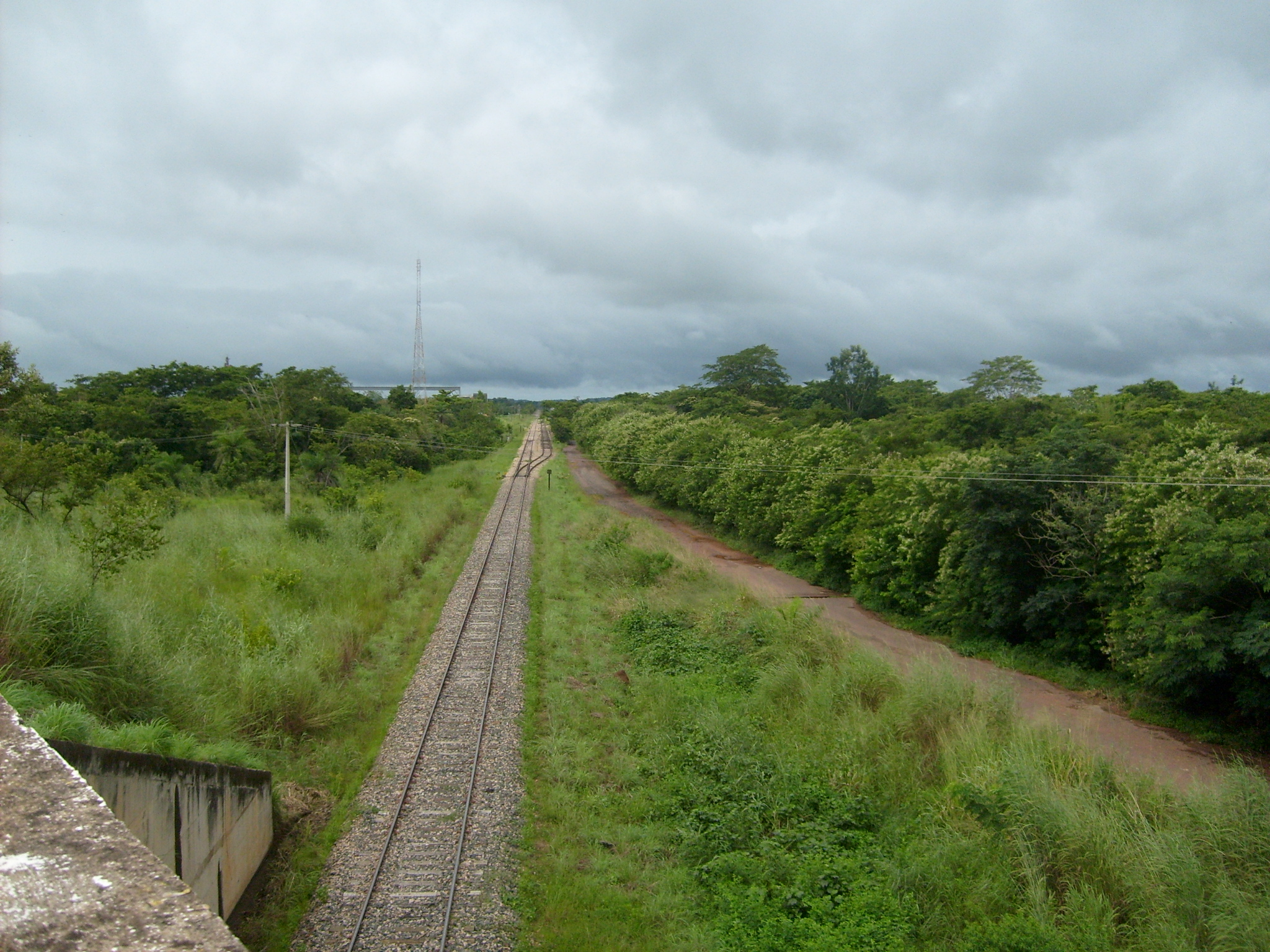
Ferrovia Norte-Sul in der Nähe von Imperatriz im Bundesstaat Maranhão

Ferrovia Norte-Sul S.A. ist eine brasilianische Bahngesellschaft. Sie wurde im Jahre 2008 an den Minenkonzern  CVRD (Vale) für 30 Jahre konzessioniert. Wenn nach geplanten Ausbau diese Strecke völlig fertiggestellt ist, wird sie eine Gesamtlänge von 1980 Kilometer mit Spurbreite 1600 Millimeter haben und dabei die brasilianischen Bundesstaaten Pará, Maranhão, Tocantins, Goiás, Minas Gerais, São Paulo und Mato Grosso do Sul durchqueren.

## Geschichte
Der Ursprung der Bahnlinie war die Idee der Verbindung von verschiedenen Bahnsystemen in Brasilien von Norden nach Süden. Es sollte eine Verbindung geschaffen werden zwischen Senador Canedo in Goiás mit Belém, der Hauptstadt des Bundesstaates Pará. Die Verbindung im Süden soll bei Anápolis in Goiás an die Ferrovia Centro Atlântica (FCA) erfolgen und im Norden bei Açailândia im Bundesstaat Maranhão wurde sie bereits mit der Estrada de Ferro Carajás (EFC) hergestellt, beide Bahngesellschaften werden ebenfalls vom Konzern CVRD (Vale) betrieben. Die Bauarbeiten zur Ferrovia Norte-Sul wurden in den 1980er-Jahren durch den damaligen Präsidenten José Sarney begonnen und bis heute (2009) wurde das Teilstück von Açailândia in Maranhão bis Colinas in Tocantins fertiggestellt.

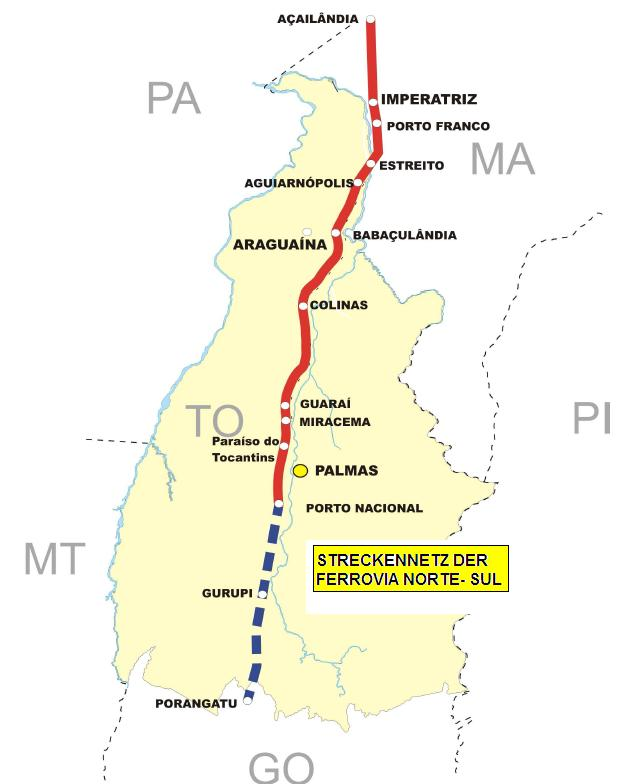
Streckenplan der Ferrovia Norte-Sul 2010